# 超越巅峰 (游戏)
《超越巅峰》是一款由Gremlin Graphics公司制作，Kemco发行的竞速游戏。本游戏于1992年3月27日在日本地区超级任天堂上发行。
玩家驾驶着汽车在不同的国家行驶。游戏的目的是玩家成为速度最快的选手。
在开始游戏时，玩家可以输入自己的名字并且选择一辆汽车。玩家可以选择手动或者自动换挡。